# الانتخابات الرئاسية العراقية 2022
انتخاب رئيس جمهورية العراق 2022 تم عن طريق أعضاء مجلس النواب العراقي المتكون من 329 عضواً، يصوتون على أختيار رئيس جمهورية العراق، ويجب ان يكون عدد الحضور على الاقل 220 نائباً، وعدد الأغلبية للفوز 165 صوتاً، وإذا لم يفز أحد المرشحين بالأغلبية يلجأ المجلس الى جولة ثانية يتم فيها احتساب اعلى الاصوات.

## المرشحون
- عبد اللطيف رشيد
- برهم صالح
- ريبوار
- لؤي عبد الصاحب
- ثائر غانم
- مهدي محمد رشيد[4]

## الجولة الاولى
| المرشح  | المرشح          | الحزب                     | الأصوات | %      |
| ------- | --------------- | ------------------------- | ------- | ------ |
|         | عبد اللطيف رشيد | الاتحاد الوطني الكردستاني | 156     | 56.32  |
|         | برهم صالح       | الاتحاد الوطني الكردستاني | 99      | 35.74  |
|         | ريبوار          |                           | 9       | 3.25   |
|         | ثائر غانم       |                           | 1       | 0.36   |
|         | مهدي محمد رشيد  |                           | 1       | 0.36   |
|         | لؤي عبد الصاحب  |                           | 1       | 0.36   |
|         | باطلة           |                           | 10      | 3.61   |
| المجموع | المجموع         | المجموع                   | 277     | 100.00 |

## الجولة الثانية
| المرشح  | المرشح          | الحزب                     | الأصوات | %      |
| ------- | --------------- | ------------------------- | ------- | ------ |
|         | عبد اللطيف رشيد | الاتحاد الوطني الكردستاني | 162     | 62.07  |
|         | برهم صالح       | الاتحاد الوطني الكردستاني | 99      | 37.93  |
| المجموع | المجموع         | المجموع                   | 261     | 100.00 |

## تكليف رئيس الوزراء
بعد انتخاب عبد اللطيف رشيد رئيساً لجمهورية العراق، كَلّف محمد شياع السوداني لتولي رئاسة وزراء العراق.